# Pepe (Pituruh)
Pepe is een bestuurslaag in het regentschap Purworejo van de provincie Midden-Java, Indonesië. Pepe telt 346 inwoners (volkstelling 2010).